# Ejnar Nettelbladt
Ejnar Magnus Nettelbladt, född 26 juni 1904 i Söderhamns församling i Gävleborgs län, död 10 april 1965 i Malmö Sankt Johannes församling, var en svensk målare, skämttecknare och filmarkitekt.
Har bland annat gjort konstverk i färgat glas i svenska kyrkor. Han har gjort mosaiken Laxtrappan på Lorensbergs torg i Malmö. Han gjorde också 1963 filmarkitekturen till filmen Kvarteret Korpen. Ejnar Nettelbladt är också känd för den absurda monologen ”Den extra kraften” från radioprogrammet Blå tummen, utgiven 1974 på Lasse O'Månssons album Lasse O'Månsson avslöjar Mitzi Gaynors hemliga liv. 
Han var från 1930 till sin död gift med konstnären Maja Bergström (1907–1966). Deras dotter Vanja (1934–2016) var gift med regissören Bo Widerberg. Nettelbladt är begravd på Limhamns kyrkogård.